# Vallelado
Vallelado é um município da Espanha na província de Segóvia, comunidade autónoma de Castela e Leão, de área 36,7 km² com população de 803 habitantes (2007) e densidade populacional de 22,64 hab/km².
O centro da cidade se abriga no Cerro de la Bodeguilla, à margem esquerda do Arroio del Horcajo. Dentro da área urbana da cidade ergue-se a igreja paroquial moderna de São Tomé Apóstolo, que tem um magnífico cruzamento da prata do século XVI e uma curiosa cruz de pedra. Vallelado é conhecido nacionalmente pela seu famoso "alho-poró", razão pela qual todos os anos no mês de julho, a Festa do Alho de Vallelado. Ao fim do Rio Cega, pode-se ver uma cachoeira e uma ponte velha.

## Demografia
| Variação demográfica do município entre 1991 e 2004 | Variação demográfica do município entre 1991 e 2004 | Variação demográfica do município entre 1991 e 2004 | Variação demográfica do município entre 1991 e 2004 | Variação demográfica do município entre 1991 e 2004 |
| --------------------------------------------------- | --------------------------------------------------- | --------------------------------------------------- | --------------------------------------------------- | --------------------------------------------------- |
| 1991                                                | 1996                                                | 2001                                                | 2004                                                | 2007                                                |
| 893                                                 | 860                                                 | 844                                                 | 831                                                 | 803                                                 |